# Lech de Mazovie
Lech de Mazovie (en polonais Leszek Mazowiecki), de la dynastie des Piasts, est né vers 1162 et décédé en 1186. Duc de Mazovie et de Cujavie de 1173 à 1186, il est le fils de Boleslas IV le Frisé et de sa première épouse Viacheslava de Novgorod. 

## Biographie
À la mort de son frère aîné Boleslas en 1172, il reste le seul héritier de son père. En 1173, à la mort de son père, il lui succède en Mazovie à l’âge de 11 ans. Trop jeune pour gouverner, son oncle Casimir II le Juste devient son tuteur et un palatin est désigné pour administrer le duché en son nom. 
En 1177, Lech prend les rênes du pouvoir en Mazovie et collabore avec Casimir II le Juste, devenu duc de Cracovie, qui lui offre la Cujavie. Ils mènent notamment ensemble une guerre contre Vladimir, le duc de Minsk, qui en 1180 s’est approprié le duché de Brest qui devait revenir à Vassili, le beau-frère de Lech. 
En 1184, Lech change soudainement sa ligne politique. Il se rapproche de Mieszko III le Vieux de Grande-Pologne. Il convoque son fils Mieszko le Jeune, lui confie le poste de gouverneur et le désigne probablement comme son successeur. La Mazovie et la Cujavie ne passeront finalement pas dans les mains des Piasts de Grande Pologne. Lech sera très vite irrité de constater que Mieszko le Jeune se comporte déjà comme le maître absolu et changera son testament. 
Lech de Mazovie meurt en 1186 sans laisser de descendance. Il est inhumé dans la cathédrale de Płock. Par testament, il laisse son duché de Mazovie et de Cujavie à son oncle Casimir II le Juste.